# Dům čp. 35 (Liptaň)
Dům čp. 35 je na katastrálním území Bučávka obce Liptaň v okrese Bruntál. Venkovský dům z 18. století je příkladem lidového stavitelství na Osoblažsku. Dne 12. listopadu 2002 byl Ministerstvem kultury České republiky prohlášen kulturní památkou Česka.

## Popis
První písemná zmínka o domu je z roku 1793. Dům je samostatně stojící omítaná zděná přízemní částečně podsklepená stavba na půdorysu obdélníku postavená na kamenné podezdívce. Dům je orientován štítovým průčelím k silnici. Má eternitovou sedlovou střechu. Ve východním průčelí jsou dvě okenní osy. Je ukončeno korunní římsou, na kterou nasedá zděný štít. Ve štítu jsou dvě obdélná okna a nad nimi datace 1926. V severní okapové fasádě je hlavní vstup s verandou. K západní štítové straně byl přistavěn zděný chlév, nyní využívaný jako dřevník.
Dispozice domu je trojdílná s dvoutraktovým uspořádáním. V síni je strop klenutý českou plackou. Podlahy jsou dlaždicové a prkenné. V západní části je původní chlév rekonstruován na místnost s dlaždicovou podlahou, strop je zaklenutý segmentově do traverz. Za chlévem jsou ještě dvě místnosti. Jedna plochostropá s prkennou podlahou, druhá s betonovou podlahou a trámovým stropem.